# بياع القلوب
كان الألبوم الثاني لفضل شاكر بياع القلوب أصدر في عام 1999، وضربة الأغنية المرتبة الأولي على كل المحطات في الإسبوعِ الأول من ظهور لأول مرة الألبوم الأغنية كانت شعبية جداً أيضاً على محطات الإذاعة في كافة أنحاء الوطن العربي وبسبب النجاحِ الساحقِ والمبيعات الضخمة من الألبومِ، فقرار فاضل إنتاج الأغنية المصورة، الأولى كانت للأغنية «بياع القلوب والثانية كان لعشقتك» كنتيجة لنجاحِ ألبومه المدهش، فأصبحه فضل واحداً من النجوم البارزين الكبارِ في الوطن العربي وقد لحن مليت انا اعزار من ألبومه أيضا.

## الأغاني
- أحبابى
- أول حب
- بياع القلوب
- عشقتك
- مليت أنا اعزار
- اوعى تصدقنى
- عيونه السود
- زيد الملام

## الأغاني المصورة
- بياع القلوب على يوتيوب
- عشقتك على يوتيوب